# 诡案组
《诡案组》由海润影视出品的一部小说改
警察片，赵俊凯指导，孙允亭、郑晟/田金、吴雨时和李晓奇联合主演。
恐怖源于真实！荒诞不经的传闻背后，也许是更匪夷所思的真相！ 骇人听闻的灵异事件背后，往往隐藏着人性最丑陋的一面。 为追求真相，慕申羽跟其他诡案组成员不惜屡次以身犯险，解开一个又一个疑团，以还原事实真相。然而，真相也许比表象更不可思议、难以置信！

## TV版故事剧情
- 卷一：白蛇妖仙；
- 卷二：蛇指影魔；
- 卷四：骷髅碟仙；
- 卷五：隔世情痴；
- 卷六：恋尸疯魔；
- 卷八：梦魇神兽；
- 卷十一：猫脸婆婆；
- 卷十二：冥府来使。

## 演职员表
| 角色   | 演员   | 备注                                        | 小说中人物   |
| ------ | ------ | ------------------------------------------- | ------------ |
| 江诚   | 于滨   | 诡案组（505特勤组）组长                     | 梁政         |
| 申羽   | 郭昊伦 | 协助江诚破获山鬼案，后加入505，另有隐藏身份 | 慕申羽，阿慕 |
| 原雪   | 张粤   | 警校霸王花，受罚下放到诡案组                | 原雪晴       |
| 方桐   | 赵子惠 | 技侦队队长，相溪望未婚妻                    | 桂悦桐       |
| 乐小苗 | 吕沅轩 | 诡案组协警、档案管理员，异能者              | 乐小苗，喵喵 |
| 林安安 | 梁燕燕 | 案件当事人                                  | 林安安       |
| 纤凌   | 辛雨锡 | <<蛇指影魔>>案件当事人                      | 纤凌         |
| 黄兆   | 王冠淇 | 案件当事人                                  | 黄兆         |
| 黄可云 | 陶慧娜 | 案件当事人                                  | 黄可云       |
| 史菲菲 | 柴箐   | 案件当事人                                  | 史菲菲       |
| 未知   | 高奕   |                                             |              |
| 未知   | 东阳   |                                             |              |

## 角色

### 江诚
演员 于滨
诡案组（505特勤组）组长。深藏不露的老狐狸，曾任刑侦局二把手，屡破奇案。两年前为切查一宗诡异的古剑连环杀人案而与当时的厅长闹翻，后被调至扫黄队。其兄为现任厅长。

### 申羽
演员 郭昊伦
协助江诚破获山鬼案，后加入505，另有隐藏身份。初入刑侦局即屡破奇案，两年前因调查古剑连环杀一案致使右腿受伤，愈后留下心理阴影，总是在危急关头复发。因坚持继续调查古剑案，而被调至反扒队。

### 原雪
演员 张粤
警校霸王花，受罚下放到诡案组。出身特种部队，一切背景资料均为保密。待人冷漠，绝对服从上级命令。枪械知识丰富，枪法如神，曾受严格武术训练。

### 方桐
演员 赵子惠
技侦队队长，相溪望未婚妻。自小相失踪至今虽然追求者众，但依然单身。